# Австралійський і новозеландський армійський корпус
Австралійський і новозеландський армійський корпус (1915 - 1916) , АНЗАК — військове формування Австралії і Нової Зеландії, сформоване для участі у Першій світовій війні. АНЗАК активно брав участь у боях у Єгипті й у Галліполі. Командиром корпусу був призначений Вільям Бірдвуд. На початку 1916 року АНЗАК був розформований, і замість нього були створені 1-й і 2-й корпуси АНЗАК.
Формування корпусу почалося у листопаді 1914 року. Спочатку планувалось направити австралійські і новозеландські частини на Західний фронт, але британське командування змінило плани. Було прийняте рішення направити частини АНЗАК у Єгипет. Командиром корпусу був призначений генерал Вільям Бідвуд, котрий разом з штабом прибув у Каїр 21 грудня 1914 року і перейняв командування корпусом. Нове військове формування з австралійських і новозеландських підрозділів отримало назву «Австралійський і новозеландський армійський корпус».